# Pachón Navarro

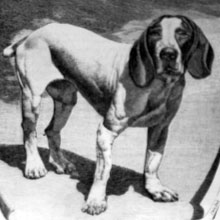
Pachón navarro (c. 1890)

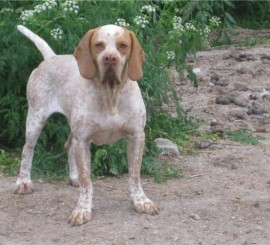
Pachón Navarro con naso diviso

Il Pachón Navarro (plurale Pachones Navarros ) è una razza spagnola di cane da caccia della comunità autonoma di Navarra, nel nord della Spagna.
È una delle cinque razze basche di cane, le altre sono il cane da pastore basco, l' Erbi Txakur, il Villano de Las Encartaciones e il Villanuco de Las Encartaciones.

## Storia
Il Pachón si pensa sia tra i più antichi Cane da ferma della penisola iberica, con prove iconografiche che risalgono al Medioevo. Nel diciannovesimo secolo, quando la caccia divenne un'occupazione della borghesia, si diffuse in gran parte della Spagna con nomi come Pachón, Pachón de Vitoria, Pachón español, Perdiguero común e Perdiguero navarro.
Cani di questo tipo furono esposti nelle prime esposizioni canine spagnole negli anni 1890.
Il Pachón era tra le razze riconosciute dalla Real Sociedad Canina alla sua fondazione nel 1911, ma negli anni '70 si credeva che fosse estinto. Gli sforzi per recuperarlo sono iniziati con un censimento degli esempi sopravvissuti nel 1979.
Nel 1983 era una delle quattro razze canine spagnole ritratte in un'emissione di francobolli.
Una società di razza, l'Asociación Nacional Pro Recuperación del Pachón Navarro , è stata fondata a Laserna; ad Álava nel 2001, seguito dak Círculo de Cazadores y Criadores de Pachón Navarro a Pamplona nel 2002. 
Uno standard di razza è stato pubblicato dal governo della Navarra nel 2006 e nel 2010 il Pachón è stato aggiunto all'elenco delle razze canine riconosciute dal governo spagnolo.
Attualmente non è riconosciuto dalla Fédération Cynologique Internationale.

## Caratteristiche
Il moderno Pachón è un cane da caccia di tipo braque che punta alla selvaggina. Ha un pelo corto che può essere marrone e bianco, o arancione e bianco, comunemente spuntato come il mantello della maggior parte dei Pointer tedeschi a pelo corto. La testa e le grandi macchie sul mantello sono generalmente a tinta unita.
Come il Pointer turco alcuni esemplari mostrano una caratteristica insolita, il naso diviso o bifido.